# Great Hormead Brook
Der Great Hormead Brook ist ein Wasserlauf in Hertfordshire, England. Er entsteht unter dem Namen Black Ditch und fließt in westlicher Richtung durch den Ort Great Hormead, wo er seinen Namen wechselt. Er mündet östlich von Hare Street in den River Quin.